# Karol Ferdynand Waza

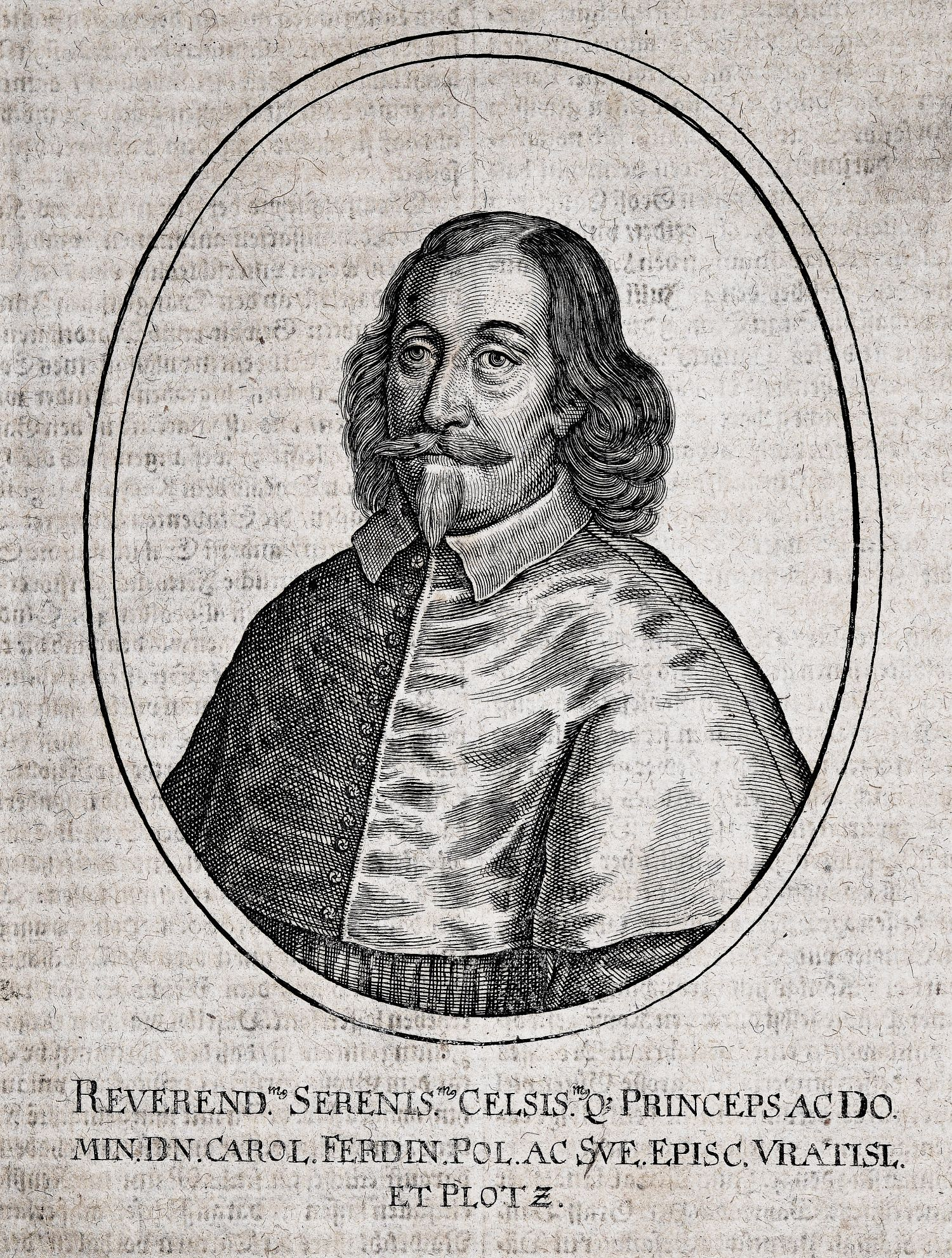
Portret Karola Ferdynanda Wazy z dzieła Matthäusa Meriana: Theatrum Europaeum..., Frankfurt am Main 1652

Karol Ferdynand Waza (ur. 13 października 1613 w Warszawie, zm. 9 maja 1655 w Wyszkowie) – królewicz polski, biskup wrocławski, biskup płocki, książę nyski, książę opolsko-raciborski, książę pułtuski, opat czerwiński w latach 1634–1640, mogilski i tyniecki, w latach 1653–1655 prepozyt miechowski, pan na Żywcu.

## Życiorys
Był synem Zygmunta III Wazy i Konstancji Habsburżanki.
Dzieciństwo i młodość spędził pod opieką matki na dworze królewskim w Warszawie. 23 marca 1624 otrzymał od papieża Urbana VIII dyspensę pozwalającą na objęcie godności kanonika wrocławskiego. W tej sprawie interweniował u papieża kardynał protektor Cosmo de Torres. Po raz pierwszy przybył na Śląsk w 1637 i przez pół roku osobiście zarządzał diecezją.
3 maja 1625, dzięki zabiegom politycznym cesarza Ferdynanda II Habsburga, został nominowany na ordynariusza wrocławskiego. 22 października 1625 otrzymał papieskie zatwierdzenie na biskupstwo. 18 stycznia 1626, mimo małoletniości i nieposiadania święceń kapłańskich, został również uroczyście instalowany. Biskupstwem zarządzał poprzez posłów i komisarzy królewskich. 
W 1629 przyłączył do diecezji wrocławskiej okręg Prudnika z archidiecezji ołomunieckiej. Po śmierci matki (1631) odziedziczył, wraz z bratem Janem Kazimierzem, państwo żywieckie. W okresie rządów Władysława IV Wazy rezydował przede wszystkim w Warszawie. Będąc osobą bliską dworu królewskiego nie interesował się jednak polityką i nie miał ambicji do zdobywania urzędów świeckich. W latach 1632–1648 poświęcał czas głównie pracy administracyjnej, sprawom majątkowym i gromadzeniu beneficjów kościelnych. W 1640 został biskupem ordynariuszem płockim. Nie zdecydował się nigdy na przyjęcie święceń kapłańskich i sprawy duszpasterskie przekazał w diecezji wrocławskiej swoim sufraganom, spośród których najważniejszą rolę odgrywali biskup Johann Balthasar Liesch von Hornau oraz archidiakon Piotr Gebauer. Podobnie postąpił z diecezją płocką, gdzie zastępowali go w posłudze duchownej biskupi Stanisław Starczewski i Wojciech Tolibowski.
W 1641 wyznaczony został senatorem rezydentem. W 1643 ponownie został senatorem rezydentem.
Po śmierci Władysława IV Wazy w 1648 zgłosił swoją kandydaturę do tronu polskiego. Ogłosił program twardej polityki i zdecydowanych kroków w celu stłumienia powstania Chmielnickiego na Ukrainie. Uzyskał poparcie dwóch trzecich senatorów i większości biskupów. Za jego kandydaturą głosowała też szlachta ruska z Jeremim Wiśniowieckim na czele. Jego kandydaturze sprzeciwiła się natomiast szlachta wyznania ewangelickiego z Wielkiego Księstwa Litewskiego, która obawiała się zaostrzenia polityki kontrreformacji. Na czele opozycji wobec Karola Ferdynanda Wazy stanęli Janusz i Bogusław Radziwiłłowie, którzy zagrozili nawet zerwaniem unii polsko-litewskiej. Ostatecznie o kandydaturze Karola Ferdynanda Wazy zadecydowały listy Bohdana Chmielnickiego, który uzależniał zakończenie buntu Kozaków na Zaporożu od wybrania na króla Jana Kazimierza Wazy.
Po przegranej elekcji Karol Ferdynand Waza otrzymał po Władysławie IV Wazie księstwo opolsko-raciborskie. Wycofał się z życia publicznego. Osiadł w dobrach biskupów płockich na Mazowszu. Swoją główną rezydencją uczynił zamek w Broku. W 1651 przejął opiekę nad osieroconym i pozbawionym majątków na Ukrainie, Michałem Korybutem Wiśniowieckim. Sfinansował jego podróże zagraniczne i zapewnił gruntowne wykształcenie.
W połowie XVII wieku wybuchł przeciw niemu bunt części władz księstwa opolsko-raciborskiego, ponieważ Waza chciał wprowadzić niezgodne ze statutem ziemskim przepisy restrykcyjne. Zwołana 24 września 1653 w Opolu sesja sejmiku księstwa, na której miano omówić zarządzenia Karola Ferdynanda, została zerwana i zbuntowana część uczestników przeniosła się do siedziby starosty ziemskiego Jana Maksymiliana von Hoditz w Prudniku, który przyłączył się do buntu. Waza uznał zjazd w Prudniku za nielegalny i obłożył jego uczestników ekskomuniką. Zbuntowany sejmik zarzucił mu działanie „na podstawie własnych praw”, i że „powinien oddzielić uprawnienia i obowiązki pana zastawnego od uprawnień biskupa”. Konflikt zakończył się wraz ze śmiercią Wazy. Karol Ferdynand Waza zmarł na dworze biskupim w Wyszkowie. Pochowany został w kościele jezuitów w Warszawie.
Karol Ferdynand Waza pozostawił po sobie ogromny majątek. Większa jego część została wydana na różnego rodzaju fundacje kościelne. Resztę otrzymał Jan II Kazimierz Waza. Pieniądze i dobra ziemskie odziedziczone po bracie pozwoliły królowi polskiemu sfinansować zaciąg wojska podczas potopu szwedzkiego, a księstwa śląskie dały mu schronienie, gdy musiał opuścić Rzeczpospolitą w 1655.
Pamięć o Karolu Ferdynandzie Wazie upamiętnia ufundowany przez Jana II Kazimierza Wazę marmurowy obelisk Wazów przy ul. 3 maja w Wyszkowie, którego autorem był rzeźbiarz Jan Baptysta Gisleni.